# Bystry Potok (dopływ Złotego Potoku)
 Bystry Potok – potok górski w Polsce w woj.opolskim w Sudetach Wschodnich, w Górach Opawskich.
Górski potok, o długości około 3,9 km, prawy dopływ Złotego Potoku, jest ciekiem V rzędu należącym do dorzecza Odry, zlewiska Morza Bałtyckiego.

## Położenie
Potok w części źródliskowej składa się z dwóch drobnych cieków, których źródła położone są w południowo środkowej części Gór Opawskich, na terenie Parku Krajobrazowego Góry Opawskie, na wschodnim zboczu wzniesienia Biskupia Kopa. Główny potok wypływa na wysokości ok. 730 m n.p.m. Potoki w części źródliskowej spływają w kierunku północnym i wschodnim, szerokimi, płytko wciętymi, zalesionymi dolinami. Niżej, na poziomie 520 m n.p.m., na wysokości wzniesienia Srebrna Kopa potoki łączą się w jeden potok, który po kilkuset metrach wpływa na obszar Rezerwatu przyrody Cicha Dolina. Potok płynie wzdłuż zachodniej granicy rezerwatu doliną pod Srebrną Kopą, Zamkową Górą i Szyndzielową Kopą, jest to głęboka i stroma dolina konsekwentna wcięta w skały osadowe pochodzenia morskiego, głównie piaskowce, mułowce z otoczakami oraz łupki. Koryto potoku kamienisto-żwirowe z małymi progami kamiennymi, na których w kilku miejscach występują malownicze wodospady. Na obszarze rezerwatu Cicha Dolina, na odcinku przebiegu ścieżki przyrodniczej potok tworzy atrakcyjny krajobrazowo przełom. Na wysokości wzniesienia Gołębie Wzgórze opuszcza las świerkowo-bukowy regla dolnego porastający Góry Opawskie i wpływa pomiędzy zabudowania miejscowości Pokrzywna. Dalej łagodnie płynie przez wieś w kierunku północnym do ujścia, gdzie na granicy miejscowości Pokrzywna, na wysokości ok. 340 m n.p.m., uchodzi do Złotego Potoku, który następnie wpływa do rzeki Prudnik. Zasadniczy kierunek biegu potoku jest północny. Jest to potok górski odwadniający północno-środkowy fragment zboczy Gór Opawskich. Potok w górnym i środkowym biegu dziki, w dolnym biegu częściowo uregulowany. Dno potoku jest słabo spękane i na ogół nieprzepuszczalne. Potok charakteryzuje się czystą wodą, niewyrównanym spadkiem i zmiennymi wodostanami, średni spad wynosi 100 promili. Gwałtowne topnienie śniegów wiosną, a w okresach letnich wzmożone opady i ulewne deszcze, które należą do częstych zjawisk sprawiają wezbrania wody i często przybierają groźne rozmiary, stwarzając zagrożenie powodziowe u podnóża gór.

## Fauna
Bystry Potok jest mało zasobny w ryby. Występuje w nim pstrąg potokowy (Salmo trutta) i strzebla potokowa (Phoxinus phoxinus), które stanowią typowe elementy potoków górskich o krystalicznie czystej wodzie.

## Walory przyrodnicze
Dolina potoku stanowi ważny korytarz ekologiczny w Górach Opawskich dla siedlisk roślin nadrzecznych (zarośla, lasy łęgowe) i rzecznych. W jego obszarze znajduje się Rezerwat przyrody Cicha Dolina. Obszar wzdłuż koryta zachował półnaturalny charakter, występują zbiorowiska różnorodnych siedlisk z cennymi gatunkami roślin i zwierząt. Brzegi potoku porasta podgórski łęg jesionowy, posiadający bardzo bogate runo, w którym oprócz wielu pospolitych roślin spotkać można niezwykle rzadkie i chronione gatunki. Najliczniej występują tu gatunki podlegające ochronie częściowej, a wśród nich kopytnik pospolity, przytulia wonna – roślina o właściwościach leczniczych oraz intensywnie pachnący i kwitnący wiosną czosnek niedźwiedzi.

## Dopływy
Dopływy potoku stanowią bezimienne oraz okresowe strumienie mające źródła na zboczach Gór Opawskich.

## Ciekawostki
- W przeszłości wzdłuż Bystrego Potoku przebiegała granica biskupiego księstwa nyskiego.
- W rejonie Bystrego Potoku pozostały ślady po kopalnictwie złota z okresu średniowiecza.
- Wzdłuż potoku wiedzie malownicza ścieżka przyrodnicza z Pokrzywnej na Biskupią Kopę.

## Miejscowości położone nad potokiem
- Pokrzywna